# Скарби шведських архівів
Скарби шведських архівів — видання документів з історії України, що збереглися в архівах Швеції, упорядковано Мариною Траттнер.

## Про книгу

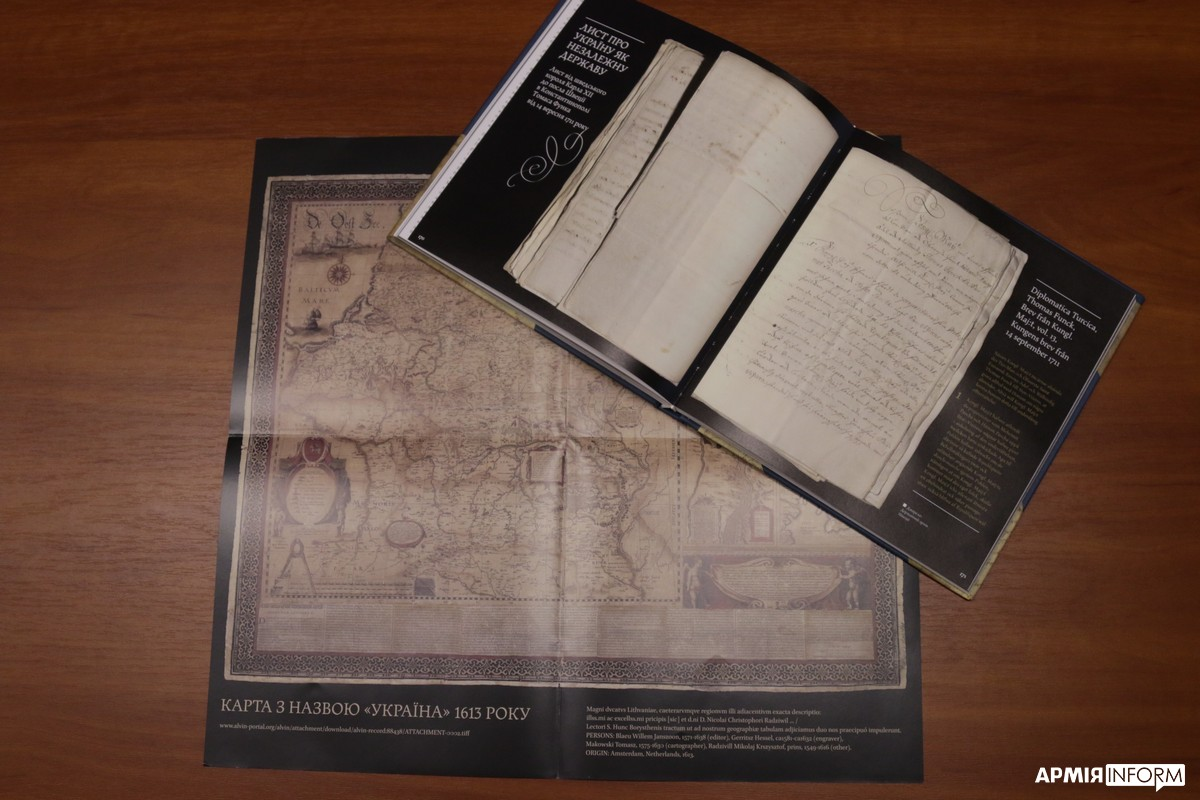

Шведські архіви налічують 750 кілометрів книжкових поличок з документами, з яких близько 130 мільйонів сторінок відцифровані й знаходяться у відкритому доступі[джерело?]
Знахідки, які вдалося розшукати Марині Траттнер у Державному архіві Швеції, можна розцінювати в категорії історичної сенсації. У деяких випадках вона була першою українкою, яка за останні 300—400 років доторкнулася до живої історії нашої держави[джерело?]. За відкриттями Марини Траттнер чимало користувачів Facebook мали можливість спостерігати упродовж кількох років. Документ за документом дослідниця розміщувала для ознайомлення й обговорення в соцмережі. В результаті вона згуртувала навколо себе цілу когорту небайдужих поціновувачів минувшини та професійних істориків, які допомогли їй в реалізації цього амбітного видавничого проєкту.
У виданні «Скарби шведських архівів» надається короткий огляд різних розділів шведських архівів, в яких зберігаються документи, пов'язані з українською історією. Уперше до наукового обігу запроваджується низка джерел, що стосуються історії України XVI—XVIII століть. Особливе місце з-посеред документів належить до історії шведсько-українських відносин періоду гетьманства Івана Мазепи та Пилипа Орлика.
Видання містить карти, договори, передруки малознаних документів з історії України, фотоілюстрації, іменний та географічний покажчики. Документи в книзі подані в оригіналі та перекладах українською. Видання також доповнене сучасними конструкціями портретів українських гетьманів художниці Наталії Павлусенко.
Видання підготовлене в рамках проєкту регіонального розвитку «Музей української книги», що реалізується Одеською обласною універсальною науковою бібліотекою ім. М. Грушевського та Департаментом культури, національностей, релігій та охорони об'єктів культурної спадщини Одеської обласної державної адміністрації.

## Авторський колектив
Олексій Кресін, Олександр Малишев, Ян Міспелаере, Ігор Полуектов, Марина Траттнер (дослідження); Клас Гейрут, Євген Луняк, Валентина Бочковська, Орест Заєць, Олексій Кресін, Олександр Малишев, Максим Мешковой, отець Юрій Мицик, Марина Траттнер (археографічне опрацювання); Олександр Алфьоров (передмова, додаток, наукове редагування); Євген Луняк, Сергій Павленко (рецензенти); Наталія Павлусенко (портрети та підписи до них); Олексій Чекаль (дизайн, художнє оформлення); Анатолій Лясковський (літературний редактор).

## Бібліографічний опис
- СКАРБИ ШВЕДСЬКИХ АРХІВІВ: Документи з історії України / Упорядниця Марина Траттнер. — Одеса: Видавець: Музей української книги, 2021. — 259 с.